# Koleduvane

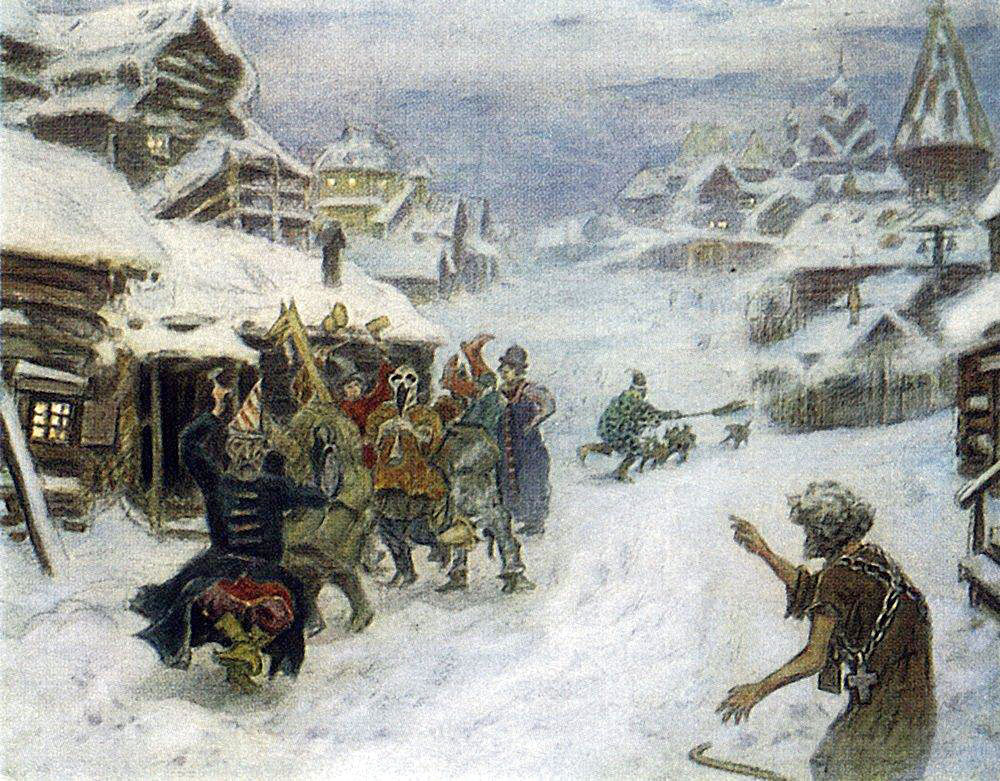
Afbeelding uit 1904

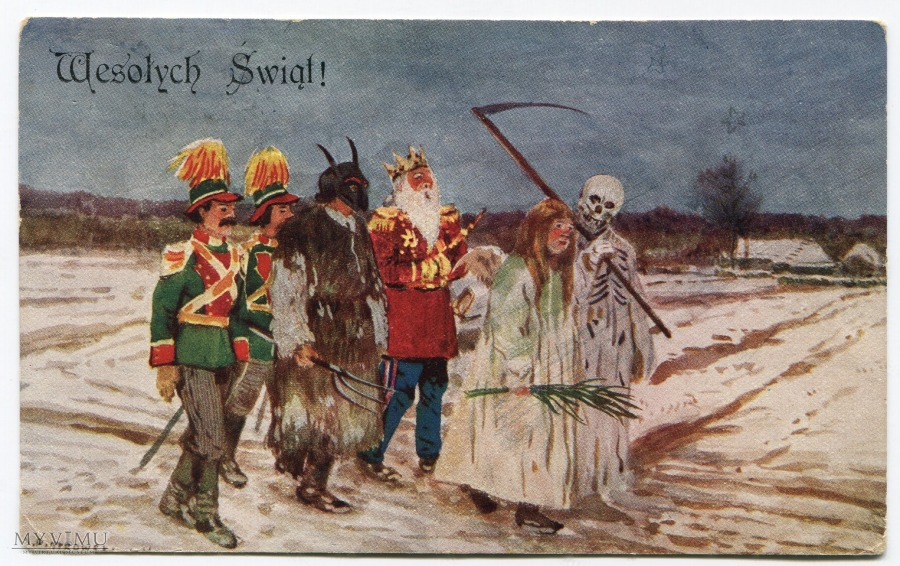
Afbeelding uit 1929

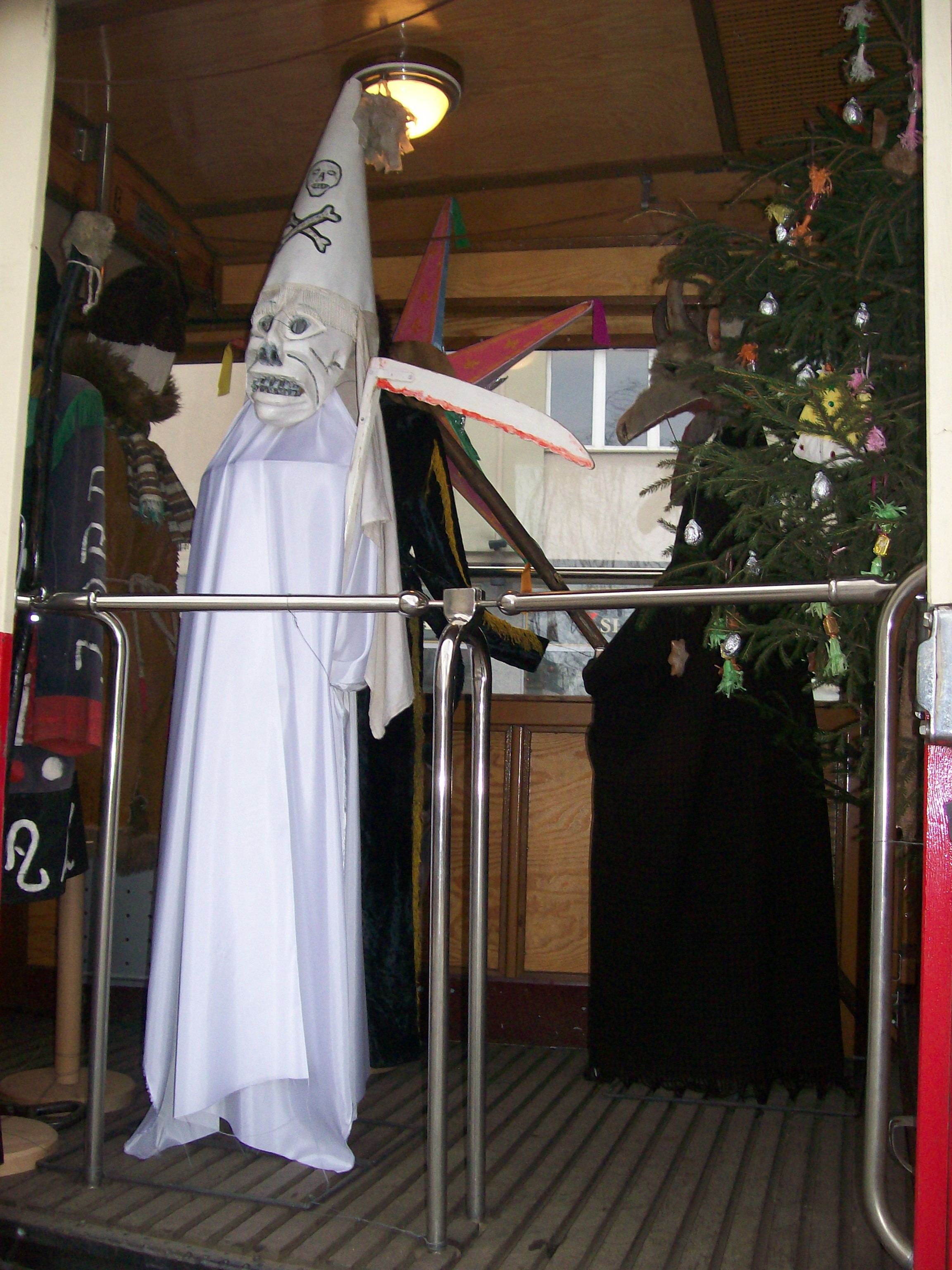
Het Kerst Paard in het Śląskim museum

Koleduvane is een ceremonie bij de Slavische volkeren en wordt uitgevoerd door koledari. Beide woorden komen van het Kerkslavische woord Koleda, een feest dat is opgenomen in Kerstmis.

## Bulgarije
In Bulgarije wordt deze ceremonie "коледуване" (koleduvane) genoemd. De koledari beginnen op kerstavond om middernacht. Ze bezoeken de huizen van hun familieleden, buren en andere mensen in het dorp. De ceremonie wordt meestal uitgevoerd door jonge mannen, die worden begeleid door een ouderling een zogenaamde stanenik. Elke koledari draagt een stok genaamd gega. Zij wensen de mensen uit het dorp gezondheid, rijkdom en geluk.

## Macedonië
In Noord-Macedonië wordt het "коледарење" (koledarenje) of "коледе" (kolede) genoemd, de ceremonie begint al vroeg in de ochtend op 6 januari, dat is de kerstavond of in het Macedonisch bekend als Badnik. Meestal voeren kinderen de ceremonie op en ze gaan van huis tot huis en wensen de bewoners veel gezondheid, geluk en succes. De wensen worden uitgedrukt door middel van liedjes genoemd koledarski pesni of kerstliederen. Nadat het nummer is afgelopen, worden de kinderen met geld, fruit, snoepjes en andere giften beloond. Traditioneel dragen de kinderen maskers en ze gaan rond in het hele dorp.

## Servië
Koledari in Servië bereidden zich gedurende een aantal dagen voor de start van de koleda al voor; zij oefenen de koleda liederen, en maken hun maskers en kostuums. De maskers kunnen worden ingedeeld in drie typen, afhankelijk van de personages die ze vertegenwoordigen: de antropomorfe, de zoömorfe (beer, koe, hert, geit, schaap, os, wolf, ooievaar enz.) en de antropo-zoomorfe. De snor, baard en wenkbrauwen van het masker worden gemaakt met zwarte wol, paardenhaar, of hennepvezels, en de tanden worden gemaakt van bonen. Zoömorfe en antropo-zoömorfe maskers kunnen wit, zwart of rood geschilderde hoorns hebben. De kostuums werden gemaakt met kapotte kleding, schapenvachten met de wol naar buiten gekeerd en kalfshuiden. Een ossenstaart met een bel aan het uiteinde is soms aan het kostuum bevestigd.
De leider van de groep heette opa. De andere koledari verzamelden zich bij zijn huis aan de vooravond van koleda en om middernacht gingen ze allemaal naar buiten en begonnen met hun activiteiten. Ze wandelen door de straten van het dorp en schreeuwen en maken lawaai met hun toeters en ratels. De meeste zijn gewapend met sabels of knotsen. Een van hen, genaamd Bride, werd gemaskeerd en verkleed als een zwangere vrouw. Deze figuur houdt een spinrok in zijn hand en gesponnen hennepvezels. De koledari plagen de bruid, die een komische noot aan het gaf aan koleda. Sommigen koledari worden alosniks genoemd, de mannen bezeten door de demon ala. 
De koledari zingen speciale liedjes, waarin het woord Koledo, de vocatief van Koleda, in het midden en aan het eind van elk vers is ingevoegd. Naast het zingen, jagen de koledari ook demonen weg bij het huis. Eerst zochten ze het huis uit waar de demonen zich verbergen. Ze keken overal tegelijk en schreeuwen, dansen, springen, kloppen op de vloer en muren, en plagen Brida. Toen ze de demonen, reden ze hen uit de schuilplaats, en vochten met hen swingende hun sabels en clubs. Als de demonen verjaagd zijn, dansen de koledari kort de kolo en zegenen het huishouden. Als beloning kregen ze een brood en andere voedselgiften.

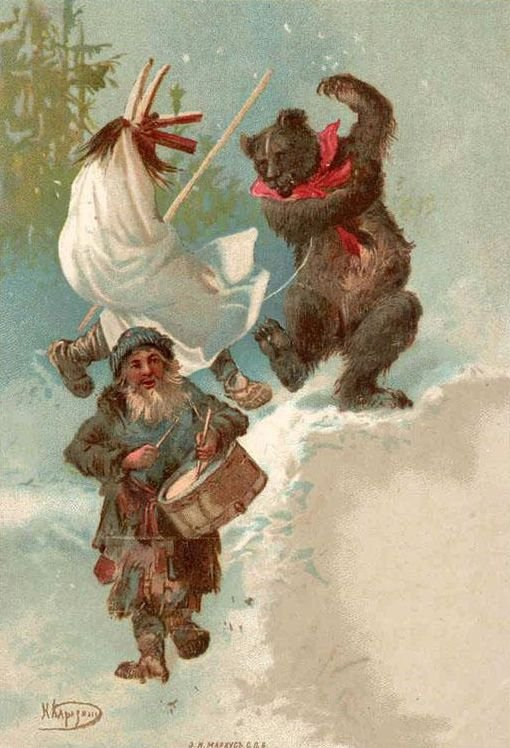
Kerstkaart uit Rusland
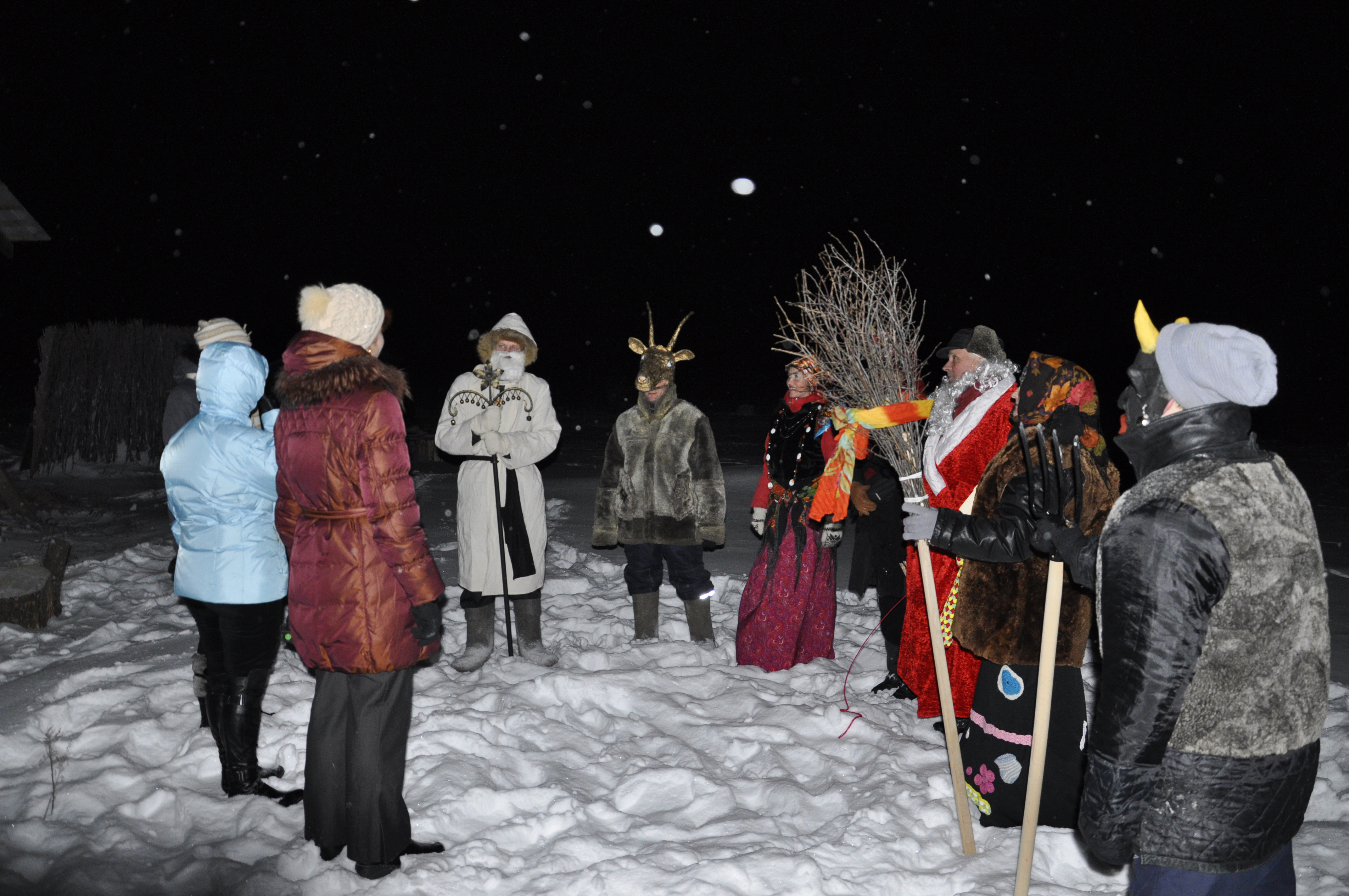
Foto uit 2012